# Sal Buscema
Sal Buscema és un dibuixant de còmics novaiorqués que treballà en molts títols de Marvel Comics durant la dècada de 1970, com Avengers, The Spectacular Spider-Man, Captain America, The Incredible Hulk o Rom: Spaceknight; també col·laborà com a entintador amb son germà major, John Buscema, en Fantastic Four.
Nascut a Nova York de pares italians, el jove Silvio debutà com a dibuixant l'any 1968 en la sèrie Gunhawk i el mateix any entintà els dibuixos del seu germà en Silver Surfer; més tard s'incorporà al planter de Marvel com a artiste de recurs per a executar historietes de reforç junt amb el guioniste Bill Mantlo per a evitar els retards dels autors contractats.

Buscema es va fer conegut per la profusió de títols en què aplegà a treballar, per la qual cosa en els articles editorials del Bullpen Bulletins («butlletins de la redacció») se l'anomenava Our Pal Sal («el nostre company Sal»).

### DC Comics
- Action Comics nº759 (entintador) (1999)
- The Adventures of Superman nº572 (entintador) (1999)
- The Adventures of Superman vol. 2 nº2 (entintador) (2013)
- Batman nº553–555, 557–559, 1,000,000; 80-Page Giant nº1–2, Annual nº24 (entintador) (1998–2000)
- Batman and Superman: World's Finest nº9 (entintador) (1999)
- The Batman Chronicles nº8, 13–14; nº16 (entintador) (1997–99)
- Batman: Day of Judgment nº1 (entintador) (1999)
- Batman/Scarecrow 3-D nº1 (entintador) (1998)
- Batman: Shadow of the Bat nº89 (entintador) (1999)
- Batman:Toyman nº3 (entintador) (1999)
- Catwoman nº50 (entintador) (1997)
- Creeper, vol. 3, nº1–11, 1,000,000 (entintador) (1998)
- DC Comics Presents: Green Lantern nº1 (entintador) (2004)
- DC Retroactive: The Flash – The '70s nº1 (entintador) (2011)
- DC Universe Holiday Bash nº1–2 (1997–98)
- Detective Comics nº727–729, 733, 741 (entintador); Annual nº10 (1998–2000)
- Green Arrow nº122, 124, 129–130 (entintador) (1997–98)
- Legends of the DC Universe 80-Page Giant nº1 (entintador) (1998)
- Robin nº46 (entintador) (1997)
- Speed Force nº1 (entintador) (1997)
- Steel nº47 (entintador) (1998)
- Superboy, vol. 3, nº37, 42–44 (1997)
- Superman vol. 2 nº149 (entintador) (1999)
- Superman Beyond nº0 (entintador) (2011)
- Superman: The Man of Steel nº65, 94 (entintador) (1997–99)
- Wonder Woman Secret Files nº1 (entintador) (1998)
- Young Heroes in Love nº17 (entintador) (1998)

### Marvel Comics
- Alpha Flight nº33–34 (1986)
- Amazing Adventures nº6 (entintador) (1971)
- Amazing Spider-Girl nº1–30 (entintador) (2006–09)
- The Amazing Spider-Man nº94–95 (entintador); 154–155, 198–199, 266, 272; nº700 (entintador), Annual nº25 (1971-91, 2013)
- The Amazing Spider-Man Family nº1–2, 5–8 (entintador) (2008–09)
- Astonishing Tales nº10 (entintador) (1972)
- The Avengers nº68–72, 78, 86, 88–92, 98, 127–134, 156, 158–159, 169, 172–173, 193, 227 (1969–83)
- Balder the Brave nº1–4 (1985–86)
- Battlestar Galactica nº8–9, 18 (1979–80)
- Black Knight nº1 (entintador) (2010)
- Buzz nº1–3 (entintador) (2000)
- Capità Amèrica nº114–115 (amb John Romita Sr.), 146–163, 165–181, 185, 188, 218–223, 225–237, 284–285 (1969–83)
- Captain America, vol. 3, nº50 (entre altres artistes) (2002)
- Chamber of Chills nº22 (1976)
- Chamber of Darkness nº6 (1970)
- Conan the Barbarian nº2–4, 6, 9–11, 13–15, 23, 25 (entintador), 92 (1970–78)
- Daredevil nº107 (entintador), 139–140, 218, 238, 356 (1974–96)
- Defenders nº1–29, 31–41, 62–64, 119, 127, 148, Annual nº1 (1972–85)
- Defenders vol. 2 nº11 (entintador) (2002)
- Doctor Strange vol. 2 nº75 (1986)
- Eternals vol. 2 nº1–9 (1985–86)
- Fantastic Four nº182–183, 190, 207–208, 297–302, 313, Annual nº13 (1977–88)
- Fantastic Four Roast (entre altres artistes) (1982)
- Ghost Rider nº11 (1975)
- Heroes for Hope nº1 (entre altres artistes) (1985)
- Hulk Smash Avengers nº1 (entintador) (2012)
- The Incredible Hulk vol. 2 nº124, 134–136 (entintador), 194–203, 205–217, 219–221, 223–229, 231–243, 245–248, 250–278, 280–309, Annual nº5, 8, 14–15 (1970–86)
- The Incredible Hulk vol. 3 nº5, 8–20 (entintador) (1999–2000)
- The Incredible Hulk vs. Quasimodo one-shot (1983)
- The Immortal Iron Fist nº4 (entre altres artistes) (2007)
- Iron Man nº129, 198, Annual nº3 (1979–85)
- Iron Age nº2 (entintador) (2011)
- John Carter, Warlord of Mars Annual nº1 (1977)
- Journey into Mystery nº512–513 (1997)
- Kickers, Inc. nº1 (entintador) (1986)
- Kull the Conqueror, vol. 2, nº8 (1985)
- Magik nº4 (1984)
- Marvel Comics Super Special (Kiss) nº1 (entre altres artistes) (1977)
- Marvel Feature nº2 (entintador) (1972)
- Marvel Graphic Novel: The Pitt (1988)
- Marvel: Heroes & Legends nº1 (entre altres artistes) (1996)
- Marvel Holiday Special nº1 (Thor); nº4 (X-Men) (1991–94)
- Marvel Premiere nº6 (Doctor Strange) (entintador); nº49 (Falcon) (1973–79)
- Marvel Preview nº19 (Kull the Conqueror) (1979)
- Marvel Spotlight nº20–24 (Son of Satan); nº32 (Spider-Woman) (1975–77)
- Marvel Team-Up nº20–22, 32–46, 48–52, 56–58, 82–85, 88, 130, 132–133, Annual nº1–2 (1974–83)
- Marvel Treasury Edition nº12 (1976)
- Marvel Two-in-One (Thing team-ups) nº3–5, 7–8, 17, 19–20, 24, 42, Annual nº1, 3 (1974–78)
- Master of Kung Fu nº32, 41 (1975–76)
- Ms. Marvel nº10–12 (1977)
- My Love nº1, 4, 6, 18 (entintador) (1969–72)
- The New Avengers nº8 (amb Steve McNiven) (2005)
- New Mutants nº4–17, 54 (1983–87)
- Nova nº3–14 (1976–77)
- Our Love Story nº4, 15–16 (1970–72)
- Power Man nº31 (1976)
- Power Man and Iron Fist nº53 (1978)
- The Rampaging Hulk nº3, 9 (1977–78)
- Red Sonja nº14 (1979)
- Rom nº1–55, 57–58; Annual nº2 (1979–84)
- Savage Sword of Conan nº37, 39, 44, 116 (1979–85)
- She-Hulk nº9 (entintador) (2006)
- Silver Surfer nº4–7 (entintador) (1969)
- Skull the Slayer nº4–8 (1976)
- The Spectacular Scarlet Spider nº1–2 (1995)
- The Spectacular Spider-Man nº1–5, 7–10, 12–20, 38, 134–213, 215-238, Annual nº4, 14 (1976–96)
- Spider-Girl nº1/2, nº18, 50, 55, 59, 61–79, 81–100 (entintador) (1999–2006)
- Spider-Girl 1999 nº1 (entintador) (1999)
- Spider-Man: Funeral for an Octopus nº3 (1995)
- Spider-Man Super Special nº1 (entintador) (1995)
- Spider-Man Team-Up nº7 (1997)
- Spider-Man Unlimited nº11 (1996)
- Star Wars nº93, 102 (1985)
- Sub-Mariner nº25–36 (1970–71)
- Super-Villain Team-Up nº2 (1975)
- Tarzan nº19–29, Annual nº2–3 (1978–79)
- Thor nº193–194 (entintador), 214, 217, 239–240, 355, 368–369, 371–379, 381–382, Annual nº6 (1971–87)
- Thunderstrike vol. 2 nº1–5 (entintador) (2011)
- Web of Spider-Man nº7, 12, 34, Annual nº6 (1985–90)
- Western Gunfighters nº1 (entintador) (1970)
- What If? nº12, 44 (1978–84)
- Wild Thing nº0 (entintador) (1999)
- X-Factor nº22 (1987)
- X-Men nº66 (1970)